# Terrortámadás a Thalys vonaton (2015)
A terrortámadás a Thalys vonaton egy szerencsés kimenetelű, meghiúsult terrortámadás, mely egy Amszterdamból Párizsba tartó Thalys vonaton történt 2015. augusztus 21-én Franciaországban, Oignies közelében. Az elkövető egy 25 éves marokkói férfi, Ayoub El Khazzani volt.
Támadását az utasok megakadályozták, de négyen megsebesültek. Halálos áldozata nem volt a terrortámadásnak.
A támadás a 9364-es járatszámú Thalys nemzetközi vonaton történt, nem sokkal azután, hogy keresztezte a belga-francia határt 17:45-kor közép európai idő szerint.
A nyomozás később kiderítette, hogy a támadás egy Szíriában eltervezett merényletsorozat része volt.

## Utasok

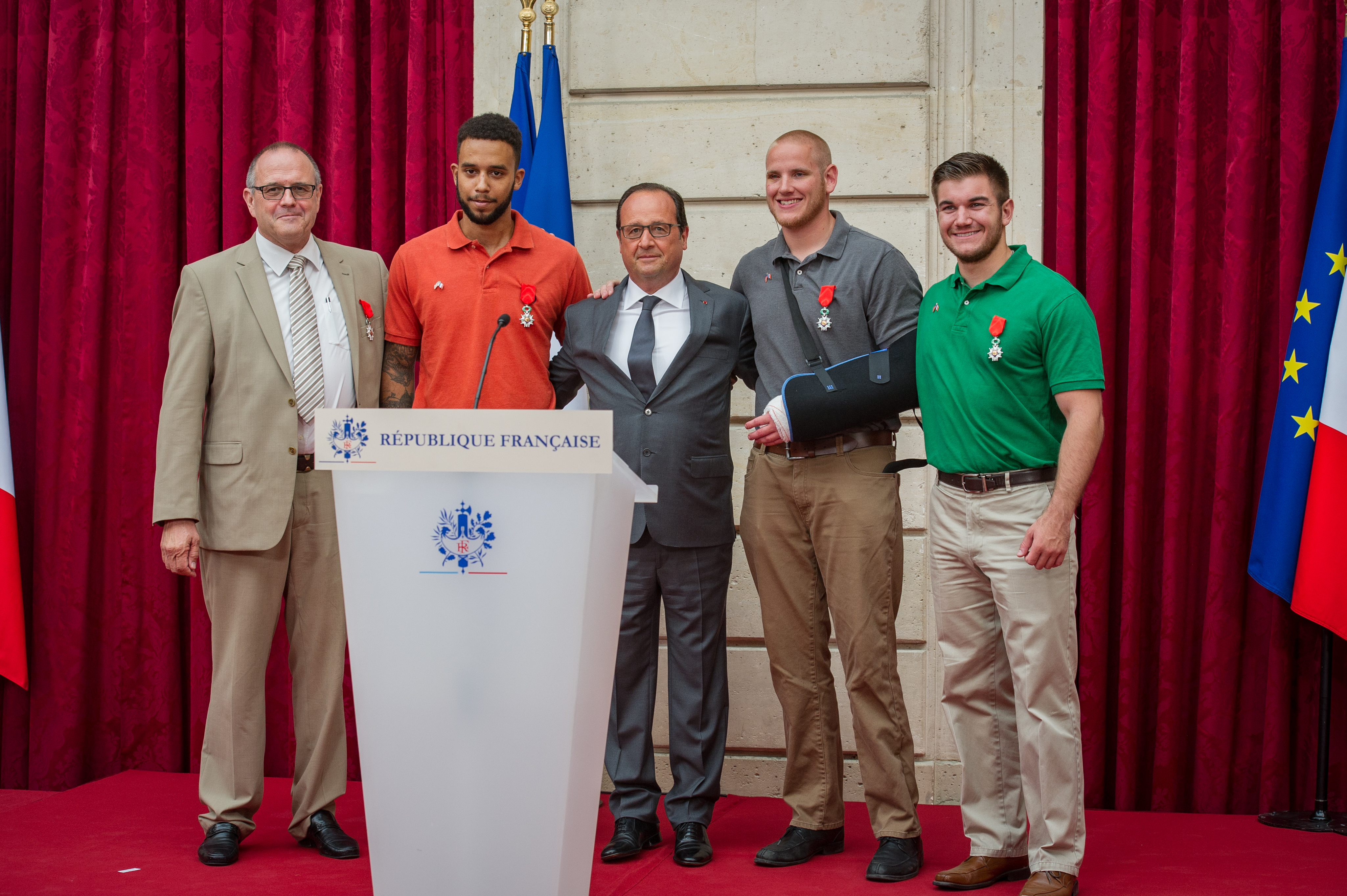
François Hollande, Franciaország elnöke a hős utasokkal, akik megakadályozták a terrortámadást

A terrorista lefegyverezésében az alábbi utasok vettek részt:
- Damien A. (a teljes nevét nem hozták nyilvánosságra)
- Mark Moogalian
- Spencer Stone
- Anthony Sadler
- Alek Skarlatos
- Chris Norma

## Büntetőeljárás
Az elkövetőt, Ayoub El Khazzanit 2020. december 17-én Párizsban életfogytiglani börtönbüntetésre ítélték. Segítőit 7, 25, illetve 27 év börtönbüntetésre ítélték. Egyikük, Mohamed Bakkali a 2015-ös párizsi merényletek feltételezett logisztikai szervezője volt.

## Film
A történetet megfilmesítették 2018-ban, a rendezést Clint Eastwood vállalta el.